# 배윤정
배윤정(1980년 2월 18일 ~ )은 대한민국의 안무가이며 야마앤핫칙스의 단장이자 방송인이다.

## 이력
- 前 서울종합예술학교 실용무용예술학부 교수

## 학력
- 서울포이초등학교
- 대치중학교
- 동덕여자고등학교

## 방송 출연

### 텔레비전 프로그램
- 2016년 1월 22일 ~ 4월 1일 Mnet 《PRODUCE 101》 1회 ~ 11회
- 2016년 3월 5일, 3월 12일 MBC 《마이 리틀 텔레비전》
- 2016년 3월 22일 tvN 《현장토크쇼 택시》
- 2018년 6월 15일 ~ 8월 31일 Mnet 《PRODUCE 48》
- 2018년 8월 15일 MBC 《라디오스타》
- 2019년 5월 3일 ~ 7월 19일 Mnet 《PRODUCE X 101》
- 2021년 11월 10일 MBC 《황금어장 라디오스타》
- 2022년 4월 30일 ~ 7월 16일 KBS2 《빼고파》
- 2022년 tvN 《우리들의 차차차》
- 2023년 MBC 《라디오스타》
- 2023년 MBC 에브리원 & 라이프타임 《나는 지금 화가 나있어》

## 수상
- 2014년 가온어워드 스타일 안무상
- 2015년 대한민국 대중문화예술상 문화체육부장관 표창

## 경력
- 카라 안무 - Break It, Secret World, Pretty Girl, Honey, Wanna, 미스터, 루팡, Jumping, Step, Pandora, 숙녀가 못 돼, 맘마미아, CUPID
  - 구하라 안무 - Midnight Queen
- 씨야 안무 - Hot Girl, 그 놈 목소리
- 브라운 아이드 걸스 안무 - Abracadabra, Sign, Sixth Sense, Kill Bill, 원더우먼
  - 나르샤 안무 - 삐리빠빠, 맘마미아
  - 제아 안무 - Greedyy
- 티아라 안무 - Bo Peep Bo Peep, 처음처럼, 너 때문에 미쳐, 왜 이러니, yayaya, Roly-Poly, Cry Cry, Lovey-Dovey, SEXY LOVE, 넘버나인, Sugar Free, 완전 미쳤네, 내 이름은
  - 티아라 N4 안무 - 전원일기
  - 지연 안무 - 1분 1초, Take a Hike
  - 효민 안무 - Nice Body, Sketch
- 레인보우 안무 - A
- 스피카 안무 - 러시안 룰렛
- 나인뮤지스 안무 - Dolls
- 걸스데이 안무- 기대해, 여자 대통령, Something, Darling, RIng My Bell
- EXID 안무- 위아래, 아예, HOT PINK
- 프로듀스 101 안무 - PICK ME, Fingertips, 24시간
- I.O.I 안무 - Dream Girls, Crush
- I.B.I 안무 - 몰래몰래
- 아이돌학교 안무 - MAGICAL
- 프로듀스 48 안무 - Rollin' Rollin'
- 홍진영 안무 - 사랑은 꽃잎처럼

## 참고 자료
- [쿠키人터뷰] 안무가가 밝힌 (브아걸)시건방-(카라)엉덩이춤 탄생의 비밀 2009년 10월 16일 쿠키뉴스